# Irish Open 1994
Die Irish Open 1994 im Badminton fanden Anfang Dezember 1994 statt.

## Medaillengewinner
| Disziplin    | Gold                          | Silber                      | Bronze                             |
| ------------ | ----------------------------- | --------------------------- | ---------------------------------- |
| Herreneinzel | Rikard Magnusson              | Tomas Johansson             | Jesper Olsson                      |
| Herreneinzel | Rikard Magnusson              | Tomas Johansson             | Hannes Fuchs                       |
| Dameneinzel  | Margit Borg                   | Karolina Ericsson           | Helene Kirkegaard                  |
| Dameneinzel  | Margit Borg                   | Karolina Ericsson           | Anne Søndergaard                   |
| Herrendoppel | Jan Jørgensen Peder Nissen    | Anthony Bush Steffan Pandya | Russell Hogg Kenny Middlemiss      |
| Herrendoppel | Jan Jørgensen Peder Nissen    | Anthony Bush Steffan Pandya | Jesper Larsen Thomas Reidy         |
| Damendoppel  | Helene Kirkegaard Rikke Olsen | Maria Bengtsson Margit Borg | Sarah Hardaker Joanne Muggeridge   |
| Damendoppel  | Helene Kirkegaard Rikke Olsen | Maria Bengtsson Margit Borg | Nichola Beck Joanne Davies         |
| Mixed        | Kenny Middlemiss Elinor Allen | Ian Pearson Karen Chapman   | Lawrence Chew Si Hock Nichola Beck |
| Mixed        | Kenny Middlemiss Elinor Allen | Ian Pearson Karen Chapman   | Joanne Davies Julian Robertson     |